# Xã Cuming, Quận Dodge, Nebraska
Xã Cuming (tiếng Anh: Cuming Township) là một xã thuộc quận Dodge, tiểu bang Nebraska, Hoa Kỳ. Năm 2010, dân số của xã này là 241 người.